# آن‌پاسان
آن پاسان (به انگلیسی: En passant) حرکتی ویژه در شطرنج است که در آن سرباز حریف، سرباز دشمن را در هنگام گذر می‌گیرد. چنانچه بازیکنی که نوبت حرکت با اوست، یکی از سربازهای خود را دو خانه به پیش ببرد و این سرباز در خانهٔ مجاور سرباز حریف قرار بگیرد، حریف می‌تواند سرباز خود را در خانهٔ پشت سرباز رقیب قرار داده و آن را بگیرد، طوری که انگار آن سرباز فقط یک خانه به جلو آمده باشد.

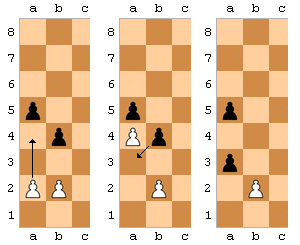
حرکت آن‌پاسان

دراین نمودار (از چپ به راست) مهره سرباز سفید واقع در خانهٔ a2 در اولین حرکت خود دو خانه به جلو می‌رود، سرباز سیاه که از پیش در خانهٔ b4 حضور دارد می‌تواند (اگر بخواهد) مهره سفید را بگیرد. این گرفتن باید درست پس از حرکت سفید باشد و اگر حرکت دیگری انجام شود دیگر آن پاسان برای این دو مهره اجرا نخواهد شد. باید توجه داشت که اگرچه گرفتن در حین عبور یا آن پاسان یک حرکت اختیاری است اما چنانچه تنها حرکت ممکن برای یک بازیکن باشد باید حتماً اجرا شود و بازیکن نمی‌تواند با استناد به دلخواه بودن این حرکت از انجام آن طفره برود و ادعای پات داشته باشد.
در شطرنج این حرکت برای ثبت به این روش نوشته می‌شود:
1) a4 bxa3